# 송곡대학교
송곡대학교(松谷大學校, Songgok University)는 대한민국의 강원특별자치도 춘천시에 위치한 사립 전문대학이다.

## 연혁
2002년 11월 19일, 학교법인 송곡학원에 의하여 춘천정보대학이 설립되었다. 이듬해 3월 4일 개교하였다. 2005년 3월 송곡대학으로 교명을 변경하였다. 2012년 현재의 교명인 송곡대학교로 교명을 변경하였다.
한편, 2015년과 2016년, 교육부의 대학구조개혁평가 결과 D등급을 받은 이력이 있다. 2017년 이 결과로 인한 재정 지원 제한 조치가 해제되었다. 그러나 2018년 교육부 대학기본역량진단 결과 역량강화대학에 선정된 이력이 있다.

## 교육편제

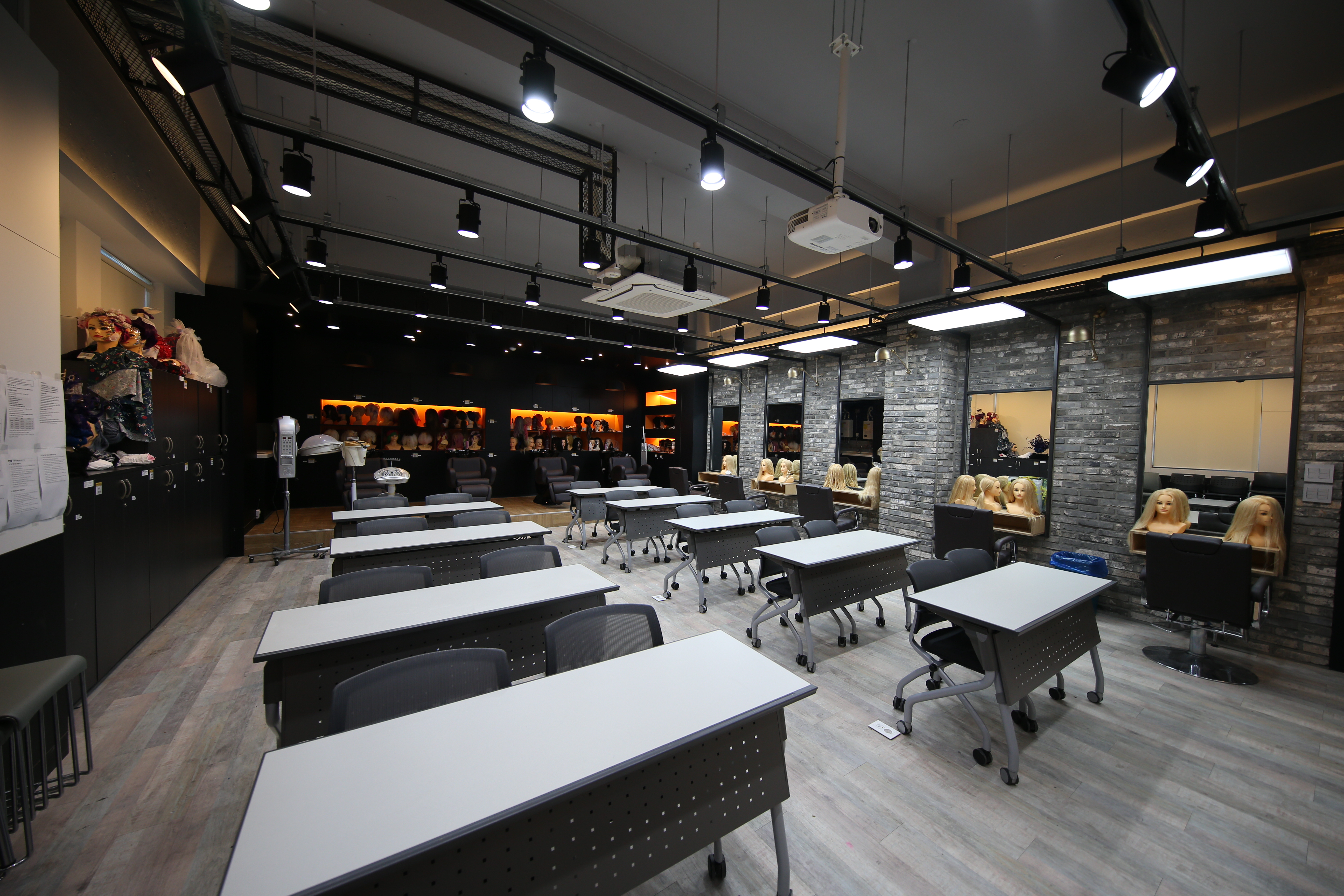
송곡대학교 사랑관 강의실

송곡대학교는 2022년 기준, 자연과학계열, 인문사회계열, 예체능계열을 자체적으로 설정하고, 9개 학과를 개설하여 전문학사 학위 과정을 교수중이다.

## 캠퍼스 풍경

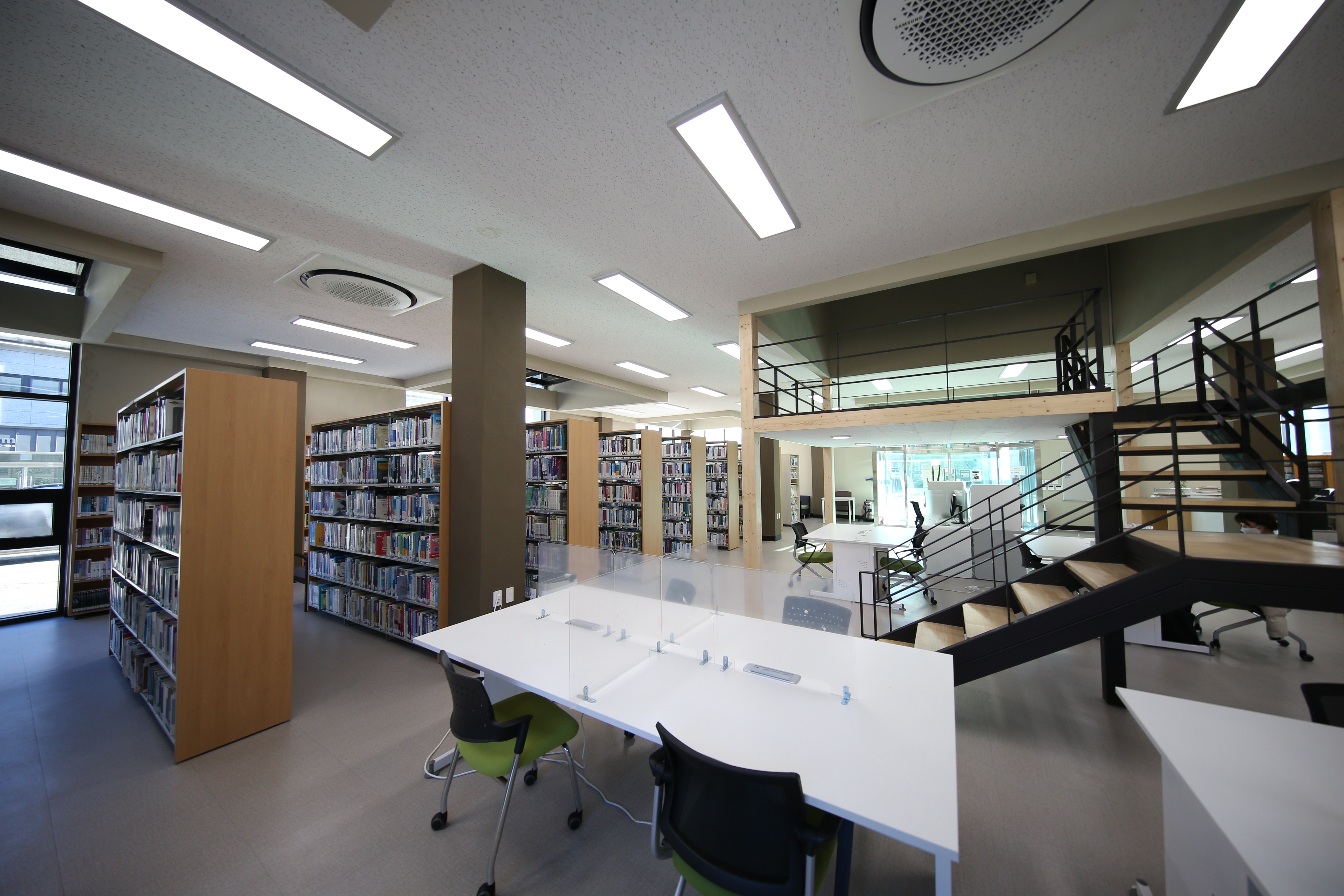
송곡대학교 도서관

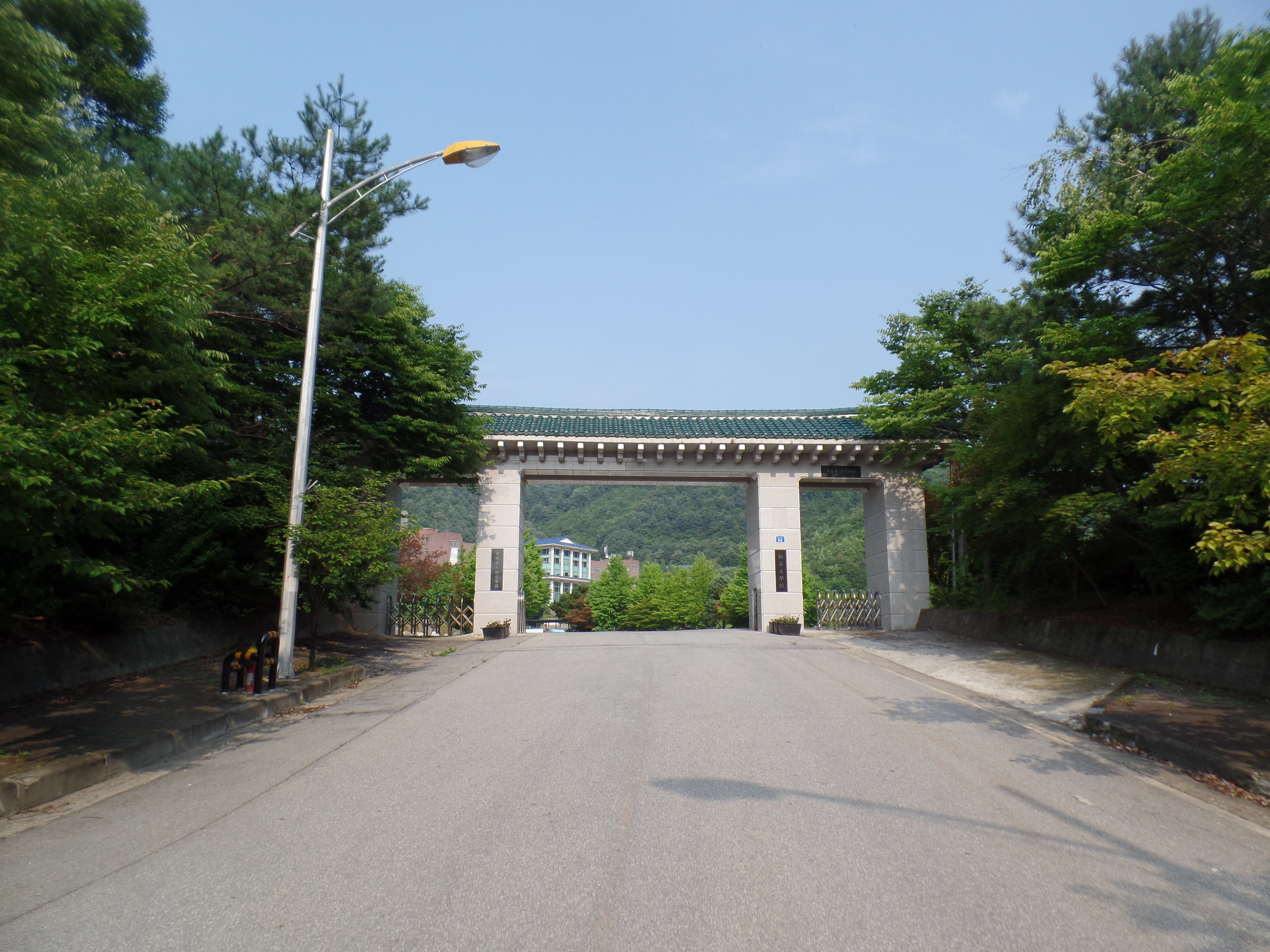
송곡대학교 캠퍼스 정문

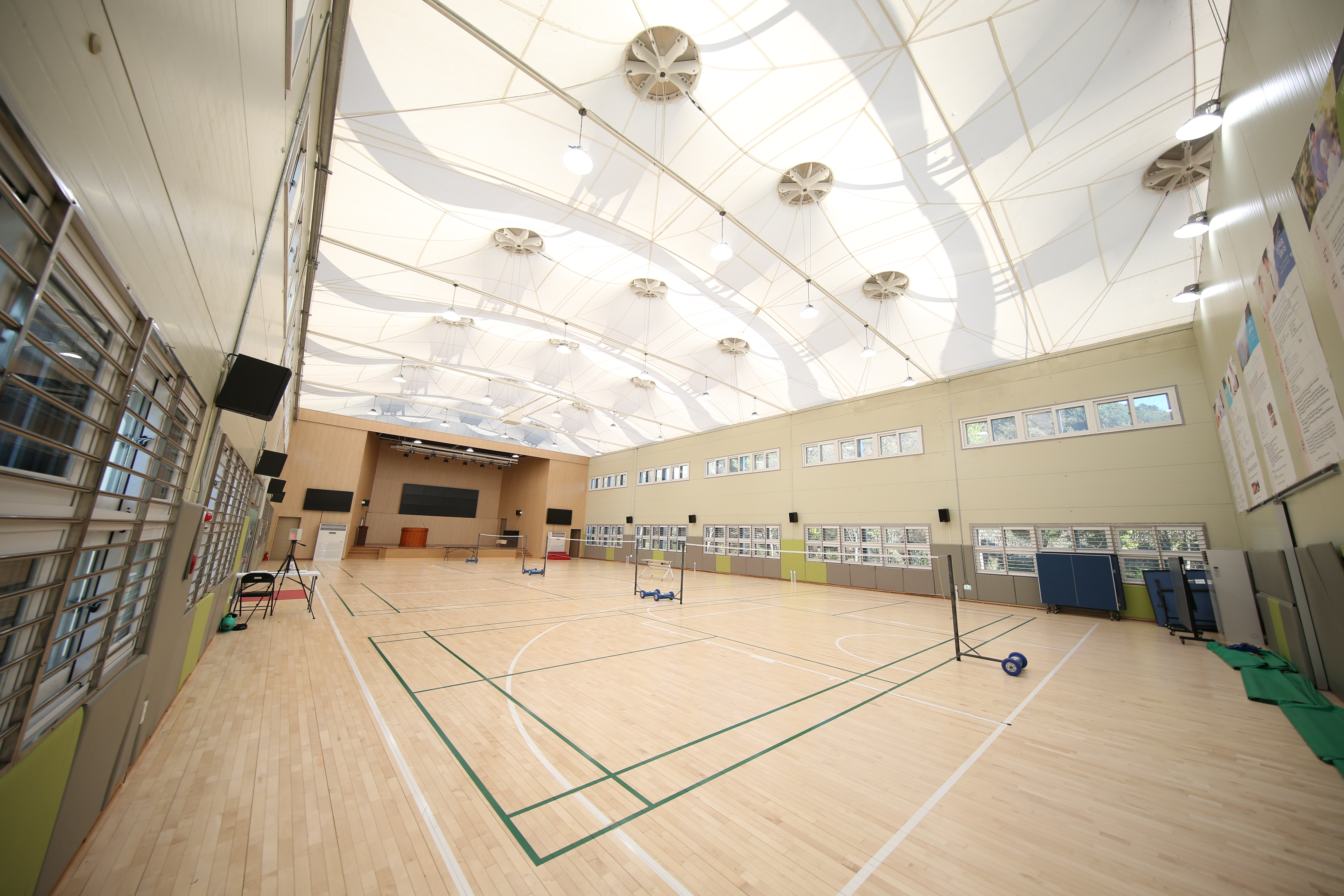
송곡대학교 Ark Gym

송곡대학교는 강원도 소재 사립 전문대학으로, 창촌리에 캠퍼스가 소재한다. 캠퍼스 내 약 10동의 건축물이 있다. 캠퍼스 서측으로 송곡대학길이 개통되어 있어 접근이 가능하다. 기타 방면은 산지로 둘러싸여 있다.

## 같이 보기
- 송곡고등학교
- 송곡여자고등학교
- 송곡관광고등학교